# Чернолобая овсянка-инка
Чернолобая овсянка-инка (лат. Incaspiza personata) — вид воробьиных птиц из семейства танагровых (Thraupidae).

## Распространение
Эндемики Перу. Живут в высокогорных кустарниках, где на сухих склонах произрастают кактусы и агавы.

## Описание
Длина тела 16,5—18 см, масса 29,5—33 г. Голова серая, затылок более коричневого оттенка. Маска почти чёрного цвета полностью окружает клюв птицы. Хвост относительно длинный, клюв тонкий и заостренный.

## Биология
О рационе мало данных. Пищу ищут на земле, поодиночке или парами.

## Охранный статус
МСОП присвоил таксону охранный статус «Виды, вызывающие наименьшие опасения» (LC).